# Distrito electoral de Haigler (condado de Dundy, Nebraska)
Haigler Precinct es una subdivisión territorial del condado de Dundy, Nebraska, Estados Unidos. Según el censo de 2020, tiene una población de 245 habitantes.

## Geografía
La subdivisión está ubicada en las coordenadas 40°11′54″N 101°57′21″O / 40.19833, -101.95583 (40.19825, -101.955782).  Según la Oficina del Censo, tiene una superficie total de 660.80 km², de los cuales 660.10 km² corresponden a tierra firme y 0.70 km² están cubiertos de agua.

## Demografía
Según el censo de 2020, hay 245 personas residiendo en la zona. La densidad de población es de 0.37 hab./km². El 77.96% de los habitantes son blancos, el 0.41% es afroamericano, el 2.86% son amerindios, el 0.41% es asiático, el 5.71% son de otras razas y el 12.65% son de una mezcla de razas. Del total de la población, el 17.14% son hispanos o latinos de cualquier raza.